# Недолугий захист
Недолугий захист (англ. Witless Protection) — американська комедія 2008 року.

## Сюжет
У невеликому американському містечку відбувається викрадення жінки, свідком цього злочину, стає заступник шерифа, який поспішає на допомогу красуні. Далі виявляється, що це не злочинці, а агенти ФБР, а викрадена жінка — важливий свідок, яку необхідно доставити на гучний судовий процес. Спритні бандити, змогли обдурити шерифа, і тепер свідкові загрожує смертельна небезпека, адже в цій справі, замішані великі чиновники, які готові на все, щоб не потрапити за ґрати.

## У ролях
| Актор                 | Роль                    |
| --------------------- | ----------------------- |
| Ларрі-кабельник       | заступник Ларрі Сталдер |
| Річард Булл           | шериф Смут              |
| Дж. Девід Мюллер      | Елмер                   |
| Вілл Клінджер         | Бо                      |
| Омар Дайкс            | Гас                     |
| Рено Кольє            | Татер                   |
| Дженні МакКарті       | Конні                   |
| Яфет Котто            | Рікардо Боді            |
| Івана Мілічевіч       | Мадлен                  |
| Ден Воллер            | агент 1                 |
| Рік Ле Февр           | агент 2                 |
| Джозеф Луїс Кабальєро | агент 3                 |
| Шон Бріджерс          | Норма                   |
| Джеррі Бедноб         | Омар                    |
| Клаудія Мішель Воллес | TSA жінка               |
| Емір Йонзой           | TSA керівник            |
| Гарі Тіппетт          | TSA Собака Хендлер      |
| Джессі Дебсон         | TSA експерт             |
| Пітер Стормаре        | Артур Грімслі           |
| Джессіка Грейс Орр    | Вібіана                 |
| Курт Небіг            | Марк Беделл             |
| Ерік Робертс          | Вілфорд Дюваль          |
| Майкл Карнер          | хлопчик                 |
| Джо Мантенья          | доктор Рондог Севедж    |